# Дигья (национальный парк)
Дигья (англ. Digya National Park) — национальный парк в восточной Гане, Западная Африка. Расположен на территории области Боно-Ист. Дигья является старейшей в стране охраняемой территорией, он был образован в 1900 году.

## География
Парк занимает площадь 3743 квадратных километра и является вторым по величине национальным парком Ганы (после Моле). Он находится в Восточном регионе Боно и окружён водохранилищем Вольта с севера, юга и востока. Расположенный на низменном полуострове, он занимает холмистую местность. Парк расположен в переходной зоне между тропическим лесом и саванной.

## История
Национальный парк Дигья был создан в 1900 году как охраняемая территория, стал первым подобным объектом в Гане. В 1971 году эти земли были приобретены правительством и объявлены национальным парком. Когда правительство приобрело парк, в нём были жилые поселения, большинство жителей которых были рыбаками и фермерами. В 2006 году насчитывалось 49 поселений, и правительство Ганы начало выселение жителей поселений из парка. В начале 2005 года в парке была создана система для пресечения незаконной деятельности.

## Фауна
В парке обитает по крайней мере шесть видов приматов и слоны, принадлежащие к некоторым из менее изученных видов в Африке. Популяция слонов в парке — вторая по величине в Гане. В парке также можно встретить несколько видов антилоп. В водохранилище Вольта, которое доходит до национального парка Дигья, также водятся ламантины и бескогтистые выдры. В парке обитает более 236 видов птиц. Дигья — единственная территория дикой природы в Гане, граничащая с водохранилищем Вольта, крупнейшим искусственным водоемом в стране.